# ニュースイブニング朝日
『ニュース イブニング朝日』（ニュース イブニングあさひ）は、1981年10月5日から1983年9月30日までテレビ朝日で放送された関東ローカルの報道・情報番組。

## 概要
1972年に「旧・ニュースレーダー」（後に「ANN首都圏ニュース」）に始まった首都圏向けのANNニュースは当初10分間のストレートニュース枠だったが、1979年4月開始の「6時のサテライト」から30分のワイドニュースに生まれ変わった。
この番組はその「6時のサテライト」のコンセプトを継承したもので、テレビ朝日の首都圏各支局・通信部から送られたローカルニュースのほか、グルメ・観光・レジャーなどのソフトな情報、子供向けの情報までも提供したマガジン形式の番組だった。このシステムは現在の夕方のニュースで特集(関東ローカル)の時間帯に活用されている所も多い。なお朝日新聞東京本社の協賛・協力を得ているが、同社発行の英字新聞「朝日イブニングニュース」との関連は一切ない。
後番組は報道色を強めた「首都圏レーダー」。

## オープニング映像
その日のニュース映像若しくは情報カメラをバックに、6時から6時半を示す9本の線が折りたたむように動くと朝日フラッシュニュースに出てくる線香花火のようなスキャニメイトアニメが表示される。表示後は複数の四角形の物体が画面中央奥に消えると同時に複数の○も画面奥に消える。そして10が中央に大量に出てくると横から縦に移動し中央以外の｢10｣が上下に消えると｢10｣が1回転するとテレビ朝日のロゴに変形。右斜めに折りたたむと右下から左上に複数の｢NEWS｣の文字が現れ移動すると｢ニュース｣。｢イブニング朝日｣が大量に現れると｢ニュース｣ ｢イブニング朝日｣のタイトルが完成するテロップアニメを使用。

## 出演者
メーンキャスター
- 千本木淳（当時テレビ朝日報道局）
- 小林一枝（当時テレビ朝日アナウンサー）
- 斉藤みどり（当時テレビ朝日アナウンサー）

リポーター
- 小宮悦子（当時テレビ朝日アナウンサー）
- 原麻里子（当時テレビ朝日アナウンサー）